# Balaruc-les-Bains
Balaruc-les-Bains – miejscowość i gmina we Francji, w regionie Oksytania, w departamencie Hérault.
Według danych na rok 1990 gminę zamieszkiwały 5013 osoby, a gęstość zaludnienia wynosiła 579 osób/km² (wśród 1545 gmin Langwedocji-Roussillon Balaruc-les-Bains plasuje się na 61. miejscu pod względem liczby ludności, natomiast pod względem powierzchni na miejscu 821.).